# Деламюра, Жан-Паскаль
Жан-Паска́ль Деламюра́ (фр. Jean-Pascal Delamuraz; 1 апреля 1936 года, Веве, кантон Во, Швейцария — 4 октября 1998 года, Лозанна, кантон Во, Швейцария) — швейцарский политик, президент.

## Биография
Жан-Паскаль Деламюра окончил Лозаннский университет в 1960 году с дипломом бакалавра политических наук. С 1961 по 1964 год был заместителем исполнительного директора Национальной выставки в Лозанне.
Политическая карьера Деламюра началась в 1965 году, когда он стал секретарём Свободной демократической партии в кантоне Во и был избран в Муниципальный совет (законодательный орган) Лозанны. С 1969 по 1981 год был членом Городского совета (правительства), а с 1974 мэром Лозанны. В 1981 году избран в Кантональный совет Во, где в течение двух лет возглавлял департамент сельского хозяйства, промышленности и торговли. Одновременно с 1975 по 1983 год был членом Национального совета парламента Швейцарии. 7 декабря 1983 года избран в Федеральный совет (правительство) Швейцарии.
- 7 декабря 1983 — 30 марта 1998 — член Федерального совета Швейцарии.
- 1 января 1984 — 31 декабря 1986 — начальник военного департамента.
- 1 января 1987 — 31 марта 1998 — начальник департамента экономики.
- 1988, 1995 — вице-президент Швейцарии.
- 1989, 1996 — президент Швейцарии.

В марте 1998 года Деламюра был вынужден уйти в отставку по состоянию здоровья. Умер 4 октября того же года от рака печени.